# Chen Yun
Chen Yun (wym. [tʂʰə̌n y̌n]; ur. 13 czerwca 1905, zm. 10 kwietnia 1995) – chiński polityk komunistyczny, ekonomista, główny obok Deng Xiaopinga architekt reform wolnorynkowych w latach 80. XX wieku.

## Działalność
W 1925 roku wstąpił do Komunistycznej Partii Chin, od 1934 roku członek jej Biura Politycznego.
Po utworzeniu Chińskiej Republiki Ludowej czołowy działacz gospodarczy, odsunięty w okresie wielkiego skoku, brał następnie udział w niwelacji jego skutków. Po rozpoczęciu w 1967 roku rewolucji kulturalnej usunięty z Biura Politycznego KPCh i represjonowany.
Po dojściu do władzy Deng Xiaopinga od 1978 roku ponownie członek Biura Politycznego, w którym zasiadał do 1987 roku; był w tym czasie de facto drugą po Dengu osobą w państwie. Chen był głównym architektem reform wolnorynkowych, opowiadał się jednak za zachowaniem pewnych elementów planowania.
Po XIII Zjeździe KPCh w 1987 przeszedł na emeryturę; do 1992 roku zasiadał jeszcze w Centralnej Komisji Doradczej.